# ながさき出島道路
ながさき出島道路（ながさきでじまどうろ、英語: NAGASAKI-DEJIMA ROAD）は、長崎県長崎市新地町を起点とし同市早坂町に至る、延長3.4キロメートル (km) の地域高規格道路（国道324号バイパス）。4車線の自動車専用道路である。
高速道路ナンバリングによる路線番号は、大分自動車道・長崎自動車道ともに「E34」 が割り振られている。
長崎県道路公社が一般有料道路として管理している道路である。普通車の通行料は100円。
道路のほとんどがオランダ坂トンネルとなっている。

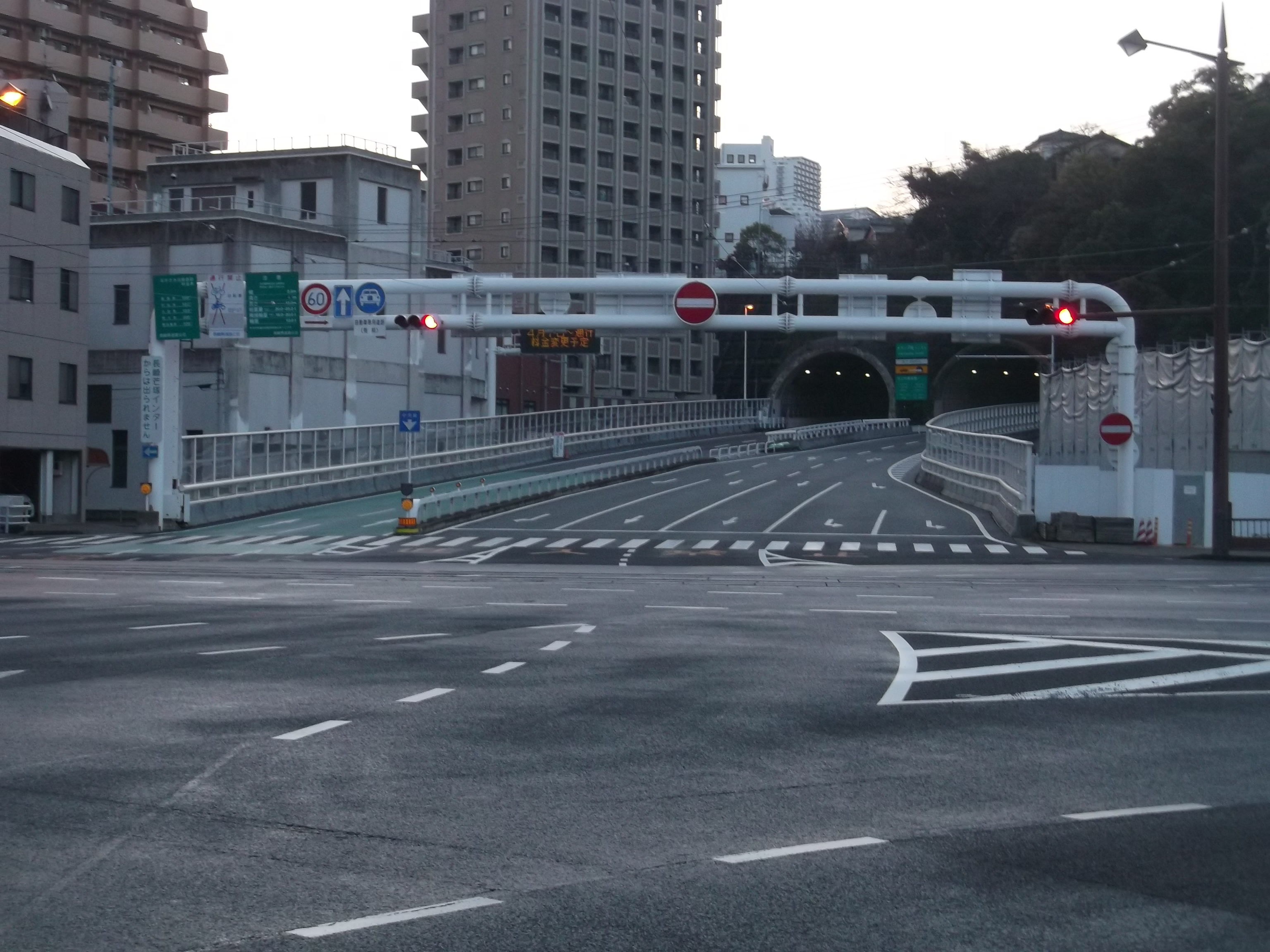
オランダ坂トンネル

## 沿革
- 2004年（平成16年）3月27日：長崎自動車道長崎多良見IC - 長崎IC間の開通にあわせ、供用開始。
- 2014年（平成26年）3月31日：全線の最高速度が60 km/hから80 km/hに変更される[3]。
- 2017年（平成29年）
  - 10月31日：回数券販売（ながさき出島道路のみ）販売を終了。
  - 11月30日：回数券の利用終了。余った回数券については、長崎県道路公社、ながさき出島道路管理事務所、ながさき女神大橋道路管理事務所で払戻可能（払戻期間 2017年〈平成29年〉12月1日 - 2018年〈平成30年〉5月31日）。
  - 12月1日：長崎自動車道からながさき出島道路方面以外の料金所にETC供用開始。

## 料金について
通行料金は、普通車・中型車・小型車は1回あたり100円、大型車は150円、特大車は310円である。障害者割引制度があり、対象者は上記料金のおよそ半額となる。
ETC無線通行が2017年12月1日から利用可能になった。
ながさき出島道路単独の料金所は無人で、料金を直接投入する方式となっている（ながさき女神大橋道路の料金所も同様）。以前は全レーン無人であったが、全方向ETC導入と同時に一部レーンを有人化した。
なお、長崎自動車道とは事業者が異なりNEXCO西日本の管轄ではないため、出島道路ではETC各種割引は受けられない。

## 接続道路
- (13) 長崎IC （E34 長崎自動車道）：国道324号、長崎県道51号長崎南環状線と接続
- 国道499号

## 交通量
長崎県道路公社
| 年度       | 一日平均台数 |
| ---------- | ------------ |
| 平成30年度 | 7,937        |
| 令和元年度 | 8,177        |